# Tropidurus hispidus
Tropidurus hispidus — вид ігуаноподібних ящірок родини Tropiduridae. Мешкає в Південній Америці.

## Поширення і екологія
Tropidurus hispidus мешкають у Венесуелі (зокрема на острові Маргарита), на крайньому сході Колумбії, в Гаяні і Суринамі, в горах Тумук-Умак на півдні Французької Гвіани, на північному сході Бразильської Амазонії, а також на посушливому північному сході Бразилії (на південь до гір Серра-ду-Еспіньясу в Мінас-Жерайсі, на захід до Мараньяна і східної Пари). Вони живуть в саванах, тропічних лісах і сухих заростях каатинги, де трапялються серед скель і інзельбергів, а також на стінах і парканах поблизу людських поселень.